# Janseodes melanosticta
Janseodes melanosticta là một loài bướm đêm trong họ Noctuidae.